# Robert Pigot, 2. Baronet

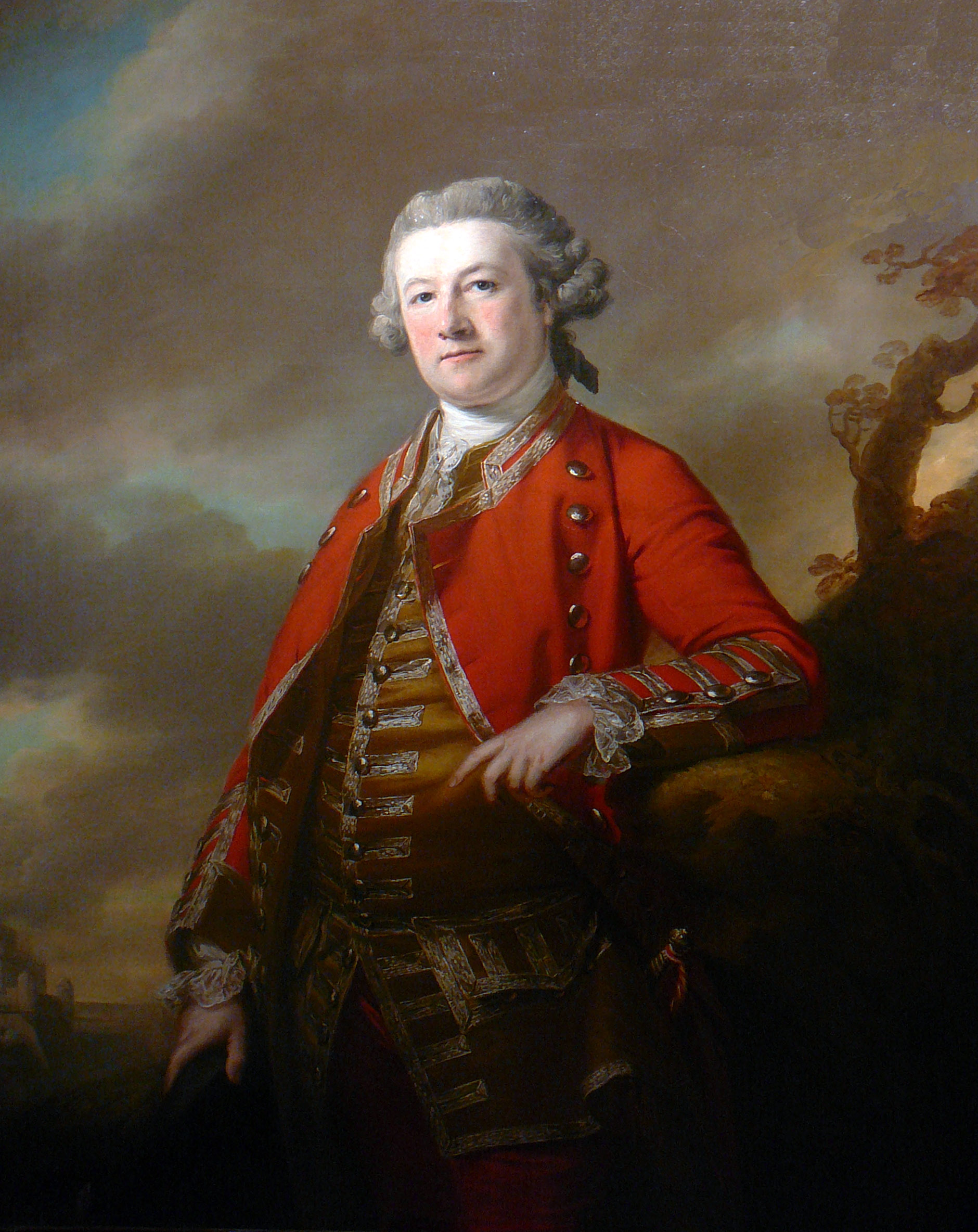
Robert Pigot, um 1765

Sir Robert Pigot, 2. Baronet (* 20. September 1720 in Westminster; † 2. August 1796 in Patshull, Staffordshire) war ein britischer Offizier im Amerikanischen Unabhängigkeitskrieg.

## Leben
Er war der vierte, aber zweite überlebende Sohn des Richard Pigot (1679–1729) aus dessen Ehe mit Frances Godde (1695–1769). Seine Mutter war eine Bedienstete der Caroline, Princess of Wales.
Er trat 1741 als Ensign des 31st Regiment of Foot in die British Army ein. Er diente im Österreichischen Erbfolgekrieg in Flandern, wurde 1744 zum Lieutenant befördert und kämpfte im Mai 1745 in der Schlacht bei Fontenoy. Im Oktober 1745 kehrte sein Regiment nach England zurück. Von 1749 bis 1752 war er auf Menorca und anschließend in Schottland stationiert. Im Oktober 1751 wurde er zum Captain befördert und wechselte im Mai 1758 als Major zum als Ausgliederung aus seinem Regiment neugeschaffenen 70th Regiment of Foot. Er war in der Folgezeit in England und Irland stationiert und wurde im Februar 1760 zum Lieutenant-Colonel befördert. Im Oktober 1764 wechselte er als dessen Kommandeur zurück zum 38th Regiment of Foot, das bis 1765 auf den Westindischen Inseln und anschließend in England stationiert war.
Von 1768 bis 1772 war er als Abgeordneter für das Borough Wallingford in Oxfordshire Mitglied des britischen House of Commons. Bei der Parlamentswahl 1772 unterlag er und verlor seinen Parlamentssitz. 1774 kandidierte er erfolglos als Abgeordneter für das Borough Stafford.
Von Januar 1772 bis zu seinem Tod hatte er das Amt eines Warden der Royal Mint inne.
Im Mai 1772 wurde er zum Colonel befördert. 1774 wurde er mit seinem Regiment nach Boston, Massachusetts, verlegt. Er kämpfte am 19. April 1775 in Lexington und Concord und kommandierte am 17. Juni 1775 im lokalen Rang eines Brigadier-General die linke Flanke des britischen Angriffs in der Schlacht von Bunker Hill. Am 9. Juli 1755 erhielt er das Amt des Colonel des55th Regiment of Foot und am 12. November 1775 wurde er in Anerkennung seiner Führungsstärke bei Bunker Hill von König Georg III. stattdessen zum Colonel des 38th Regiment of Foot ernannt. Er hatte dieses Amt bis zu seinem Tod inne. Als sich die British Army im März 1776 aus Boston zurückzog, begleitete er General Howe nach Nova Scotia. Am 27. August 1776 befehligte er die 2nd Brigade in der Schlacht von Long Island. Im Juli 1777 wurde er Kommandeur der Garnison von Newport auf Rhode Island und im August 1777 zum Major-General befördert. Von zahlenmäßig überlegenen Rebellen-Truppen unter General John Sullivan sowie einer französischen Flotte unter dem Comte d’Estaing bedrängt, hielt er Newport, bis er drei Wochen später Verstärkungen erhielt und unternahm sodann einen Angriff auf Sullivan in der Schlacht von Rhode Island, die unter hohen Verlusten unentschieden endete. Im Oktober 1779 legte er sein Kommando nieder und kehrte nach England zurück. Am 20. November 1782 wurde er zum Lieutenant-General befördert. Am 8. Februar 1796 schied er aus dem Armeedienst aus und starb nach schwerer Krankheit im August desselben Jahres.
Zwei seiner Brüder waren ebenfalls berühmte Persönlichkeiten: George Pigot, 1. Baron Pigot (1719–1777) war Gouverneur von Madras in Indien und Hugh Pigot (1721–1792) war Admiral der Royal Navy und Oberkommandierender in Westindien. Beim kinderlosen Tod des Ersterern erbte Robert am 11. Mai 1777 dessen nachgeordneten Adelstitel eines Baronet, of Patshull in the County of Stafford, der diesem 1764 in der Baronetage of Great Britain mit einer besonderen Erbregelung zu Roberts Gunsten verliehen worden war.
Aus seiner 1765 geschlossenen Ehe mit Anne Johnson († 1772), Tochter des Allen Johnson, Gutsherr von Kilternan im County Dublin, hatte er drei Söhne:
- Sir George Pigot, 3. Baronet (1766–1841), Major-General der British Army;
- Hugh Pigot, Captain der Royal Navy;
- Robert († um 1804), Lieutenant-Colonel des 30th Regiment of Foot.